# Юнгерманієві печіночники
Юнгерманієві печіночники (Jungermanniopsida) — клас печіночників.

## Опис
Гаметофіт юнгерманієвих має вигляд слані простої будови або є листковостебловою рослиною. Листки одношарові, без жилки, різні за формою і розміром, розміщені в три, рідше у два ряди. Олійні тільця розміщені групами по кілька, рідше по-одному у звичайних вегетативних клітинах. Ризоїди гладенькі. Спорогон має коробочку, ніжку і стопу. Коробочка є з багатошаровою, рідше одношаровою стінкою, розкривається чотирма поздовжніми щілинами, рідко руйнується. Крім спор у коробочках є елатери.

## Класифікація
У класі понад 7000 видів з 35-50 родин і 3-4 порядків, з них в Україні близько 150 видів з 23 родин.
- Клас Jungermanniopsida
  - підклас Pelliidae He-Nygrén et al. 2006
    - порядок Pelliales He-Nygrén et al. 2006
      - родина Noterocladaceae Frey & Stech 2005
      - родина Pelliaceae von Klinggräff 1858

    - порядок Pallaviciniales Frey & Stech 2005
      - підпорядок Phyllothalliineae Schuster 1967
        - родина Phyllothalliaceae Hodgson 1964

      - підпорядок Pallaviciniineae Schuster 1984
        - родина Sandeothallaceae Schuster 1984
        - родина Moerckiaceae Stotler & Crandall-Stotler 2007
        - родина Hymenophytaceae Schuster 1963
        - родина Pallaviciniaceae Migula 1904 [Dilaenaceae Müller 1940; Symphyogynaceae Reimers 1952]

    - порядок Fossombroniales Schljakov 1972
      - підпорядок Calyculariineae He-Nygrén et al. 2006
        - родина Calyculariaceae He-Nygrén et al. 2006

      - підпорядок Makinoiineae He-Nygrén et al. 2006
        - родина Makinoaceae Nakai 1943

      - підпорядок Fossombroniineae Schuster ex Stotler & Crandall-Stotler 2000 [Codoniineae]
        - родина Fossombroniaceae Hazsl. nom. cons. 1885 [Codoniaceae]
        - родина Allisoniaceae Schljakov 1975
        - родина Petalophyllaceae Stotler & Crandall-Stotler 2002

  - підклас Metzgeriidae Bartholomew-Began 1990
    - порядок Pleuroziales Schljakov 1972
      - родина Pleuroziaceae Müller 1909

    - порядок Metzgeriales Chalaud 1930
      - родина Metzgeriaceae von Klinggräff 1858 [Vandiemeniaceae Hewson]
      - родина Aneuraceae von Klinggräff 1858 [Riccardiaceae; Verdoorniaceae Inoue 1976]

  - підклас Jungermanniidae Engler 1893
    - порядок Porellales Schljakov 1972
      - підпорядок Porellineae Schuster 1963
        - родина Porellaceae Cavers 1910 nom. cons. [Macvicariaceae]
        - родина Goebeliellaceae Verdoorn 1932
        - родина Lepidolaenaceae Nakai 1943 [Jubulopsaceae]

      - підпорядок Radulineae Schuster 1963
        - родина Radulaceae Müller 1909

      - підпорядок Jubulineae Müller 1909
        - родина Фруланієві (Frullaniaceae) Lorch 1914
        - родина Jubulaceae von Klinggräff 1858
        - родина Lejeuneaceae Cavers 1910 [Metzgeriopsaceae]

    - порядок Ptilidiales Schljakov 1972
      - родина Herzogianthaceae Stotler & Crandall-Stotler 2009
      - родина Ptilidiaceae von Klinggräff 1858
      - родина Neotrichocoleaceae Inoue 1974

    - порядок Jungermanniales von Klinggräff 1858
      - підпорядок Perssoniellineae Schuster 1963
        - родина Schistochilaceae Buch 1928 [Perssoniellaceae Schuster ex Grolle 1972]

      - підпорядок Lophocoleineae Schljakov 1972
        - родина Lophocoleaceae Vanden Berghen 1956
        - родина Plagiochilaceae Müller & Herzog 1956
        - родина Lepicoleaceae Schuster 1963 [Vetaformataceae Fulford & Taylor 1963]
        - родина Lepidoziaceae Limpricht 1877 [Neogrollaceae]
        - родина Pseudolepicoleaceae Fulford & Taylor 1960 [Herzogiariaceae; Chaetocoleaceae]
        - родина Blepharostomataceae Frey & Stech 2008
        - родина Trichocoleaceae Nakai 1943
        - родина Grolleaceae Solari ex Schuster 1984
        - родина Mastigophoraceae Schuster 1972
        - родина Herbertaceae Müller ex Fulford & Hatcher 1958

      - підпорядок Cephaloziineae Schljakov
        - родина Adelanthaceae Grolle 1972 [Jamesoniellaceae He-Nygrén et al. 2006]
        - родина Anastrophyllaceae Söderström et al. 2010b
        - родина Cephaloziaceae Migula 1904
        - родина Cephaloziellaceae Douin 1920 [Phycolepidoziaceae Schuster 1967]
        - родина Scapaniaceae Migula 1904 [Diplophyllaceae Potemk. 1999; Chaetophyllopsaceae Schuster 1960]
        - родина Lophoziaceae Cavers 1910

      - підпорядок Myliineae Engel & Braggins ex Crandall-Stotler et al.
        - родина Myliaceae Schljakov 1975

      - підпорядок Jungermanniinae Schuster ex Stotler & Crandall-Stotler 2000
        - родина Arnelliaceae Nakai 1943
        - родина Blepharidophyllaceae Schuster 2002
        - родина Endogemmataceae Konstantinova, Vilnet & Troitsky 2011
        - родина Harpanthaceae Arnell 1928
        - родина Hygrobiellaceae Konstantinova & Vilnet 2014
        - родина Jackiellaceae Schuster 1972
        - родина Notoscyphaceae Crandall-Stotler, Vana & Stotler
        - родина Saccogynaceae Heeg
        - родина Southbyaceae Váňa et al. 2012
        - родина Trichotemnomataceae Schuster 1972
        - родина Balantiopsidaceae Buch 1955 [Isotachidaceae]
        - родина Chonecoleaceae Schuster ex Grolle 1972
        - родина Brevianthaceae Engel & Schuster 1981
        - родина Geocalycaceae von Klinggräff 1858
        - родина Gyrothyraceae Schuster 1970
        - родина Solenostomataceae Stotler & Crandall-Stotler 2009
        - родина Stephaniellaceae Schuster 2002
        - родина Acrobolbaceae Hodgson 1962
        - родина Calypogeiaceae Arnell 1928 [Mizutaniaceae Furuki & Iwatsuki 1989]
        - родина Jungermanniaceae Reichenbach 1828 [Mesoptychiaceae Inoue & Steere 1975; Delavayellaceae Schuster 1961]
        - родина Antheliaceae Schuster 1963
        - родина Gymnomitriaceae von Klinggräff 1858